# Köln-Brück
Brück este un sector al orașului Köln care aparține de districtul Kalk.